# Anacapri
Anacapri este un oraș aflat în partea de vest a insulei Capri (provincia Napoli, Italia). Prefixul grecesc ana înseamnă "sus" sau "mai sus", evidențiind faptul că Anacapri este situat la o altitudine mai mare pe insulă decât orașul Capri (cu aproximativ 150 m mai sus în medie). Administrativ, el are un statut separat față de orașul Capri. Cel mai semnificativ obiectiv din localitate este Villa San Michele.

## Prezentare generală
Compozitorul francez Claude Debussy a fost un vizitator obișnuit la Anacapri. El chiar și-a numit unul dintre preludiile sale la prima carte, No.5 "Les collines d'Anacapri" (Dealurile din Anacapri), în semn de omagiu pentru comunitate.
Există un serviciu de autobuz care face legătura printr-un drum în serpentină de la Marina Grande și Capri către Anacapri.
Una dintre atracțiile turistice din Anacapri este telescaunul (seggiovia) care urcă până la Monte Solaro (589 m) pentru a obține o vedere pitorească a coastei de sud a insulei.
Farul Punta Carena este situat la o distanță de 3 km de orașul principal.

## Demografie
Anacapri - evoluția demografică

|  | Graficele sunt indisponibile din cauza unor probleme tehnice. Mai multe informații se găsesc la Phabricator și la wiki-ul MediaWiki. |

Date: Recensăminte sau birourile de statistică - grafică realizată de Wikipedia

## Obiective turistice
- Villa San Michele
- Caprile
- Castello Barbarossa
- Belvedere della Migliera (o Migliara)
- Casa Rossa
- Chiesa di San Michele
- Chiesa di Santa Sofia
- Eremo di Santa Maria a Cetrella
- Le Boffe
- Sentiero dei fortini
- Treptele Feniciene (Scala Fenicia)
- Monte Solaro
- Farul Punta Carena
- Casa Cernia di Luigi Cosenza
- Villa Damecuta

## Galerie de imagini

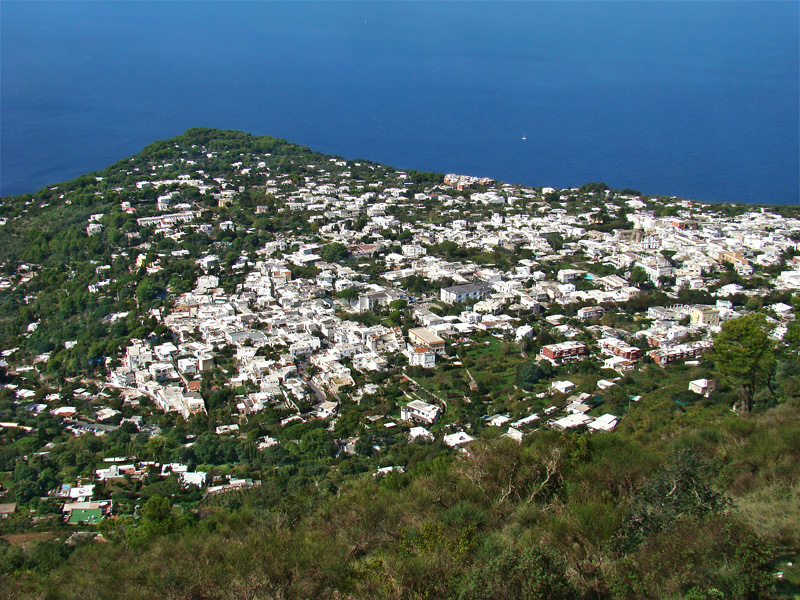
Anacapri văzut din telescaunul către Monte Solaro
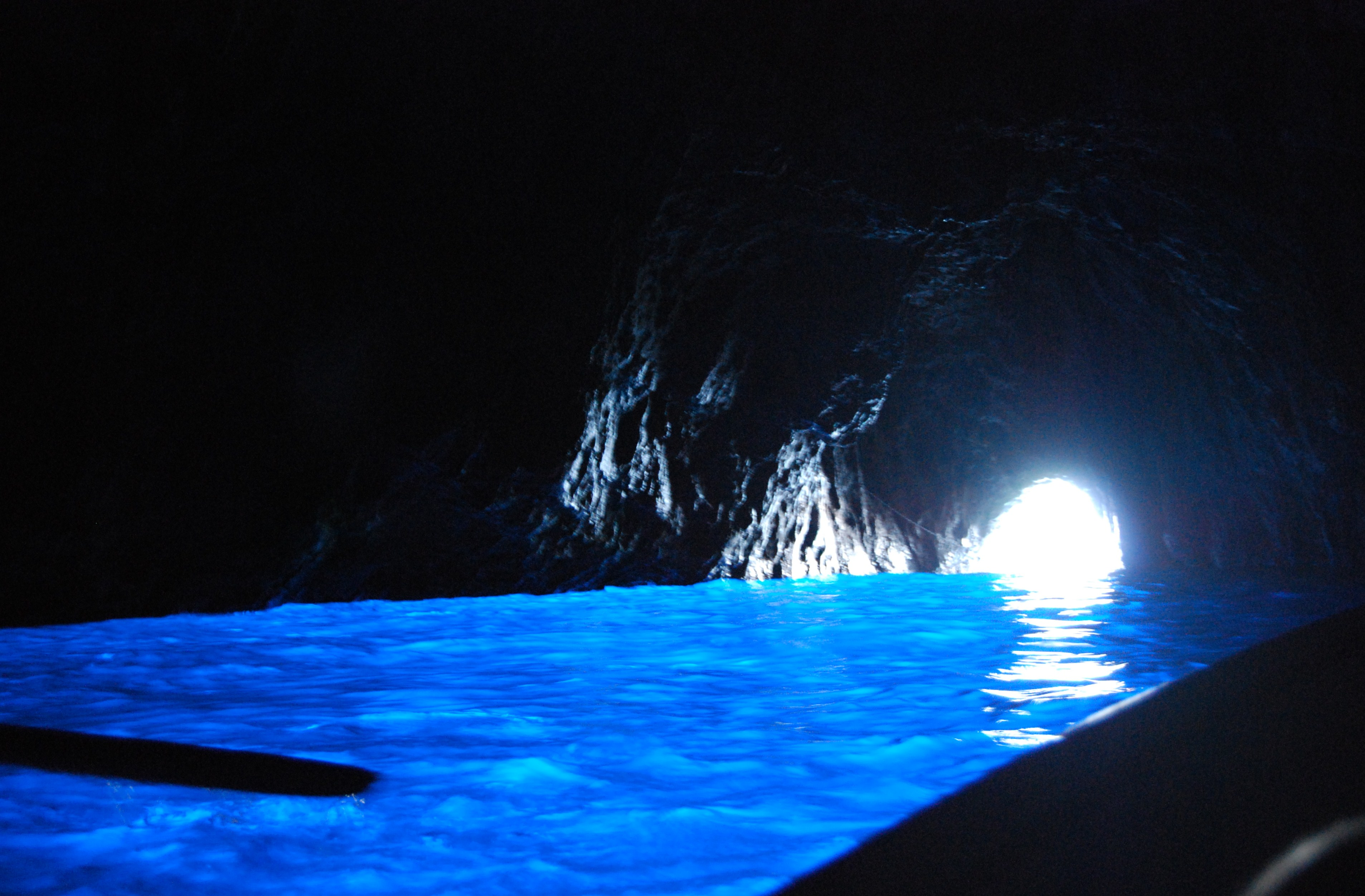
Grota Albastră
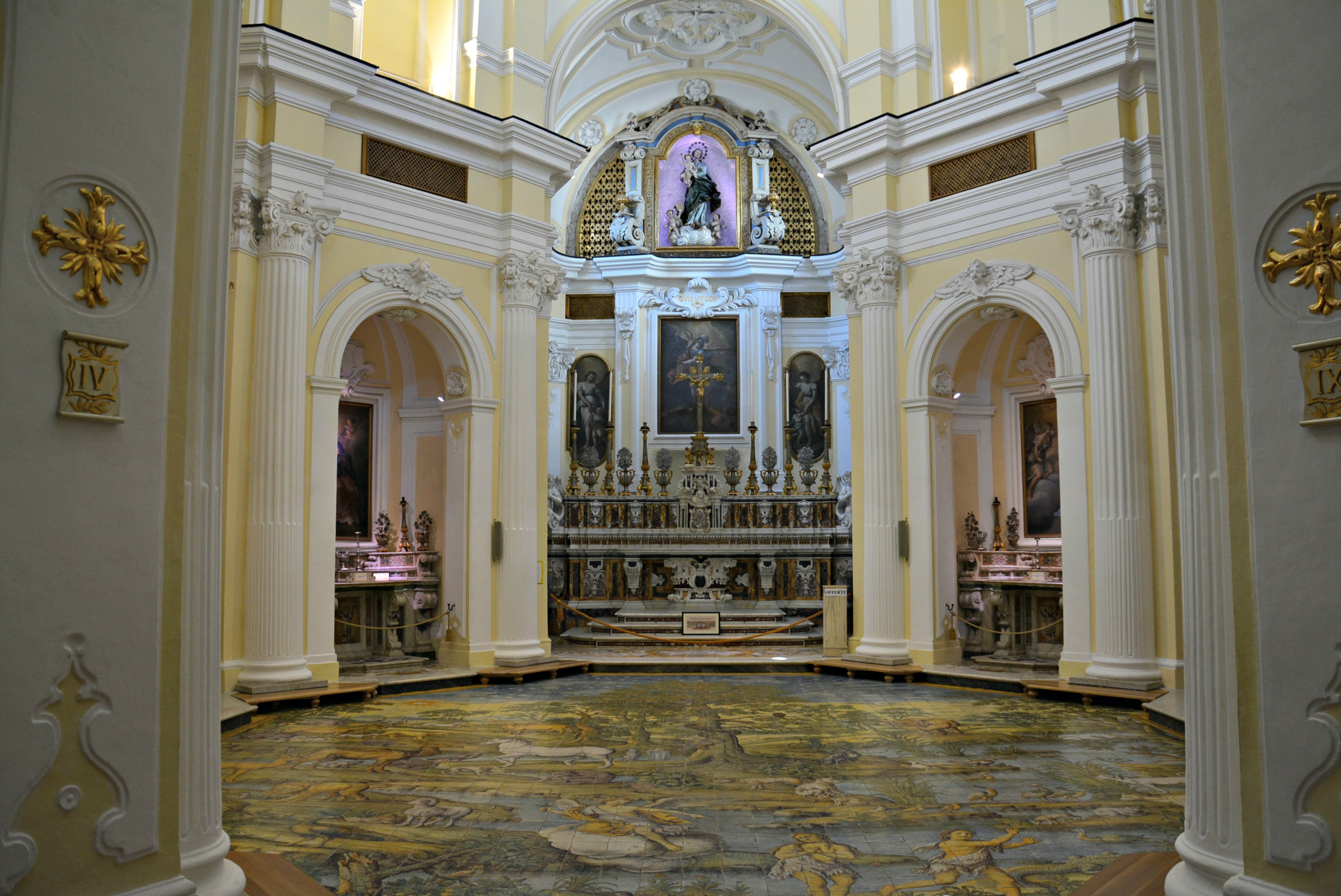
”Chiesa di San Michele” din Anacapri
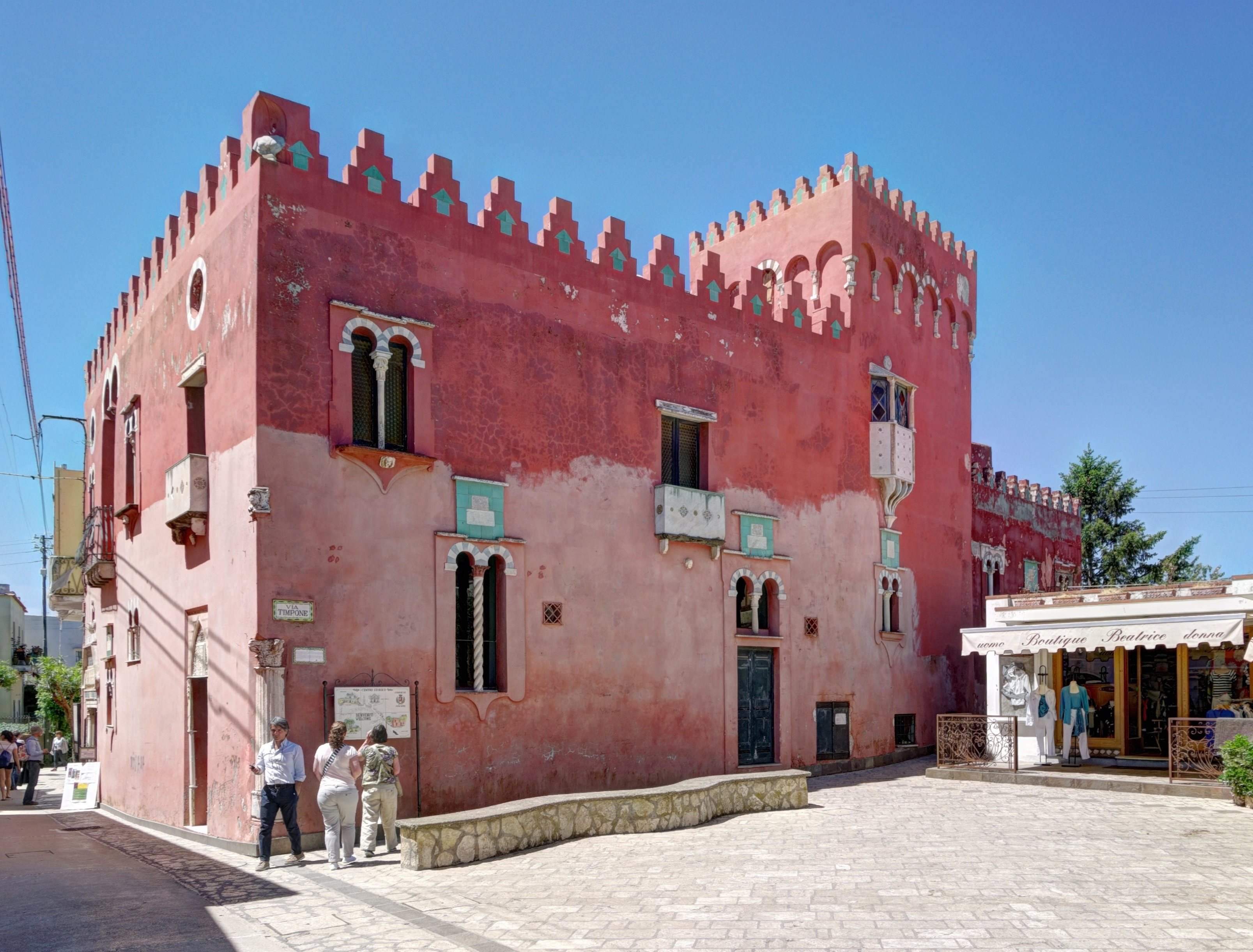
Casa Rossa
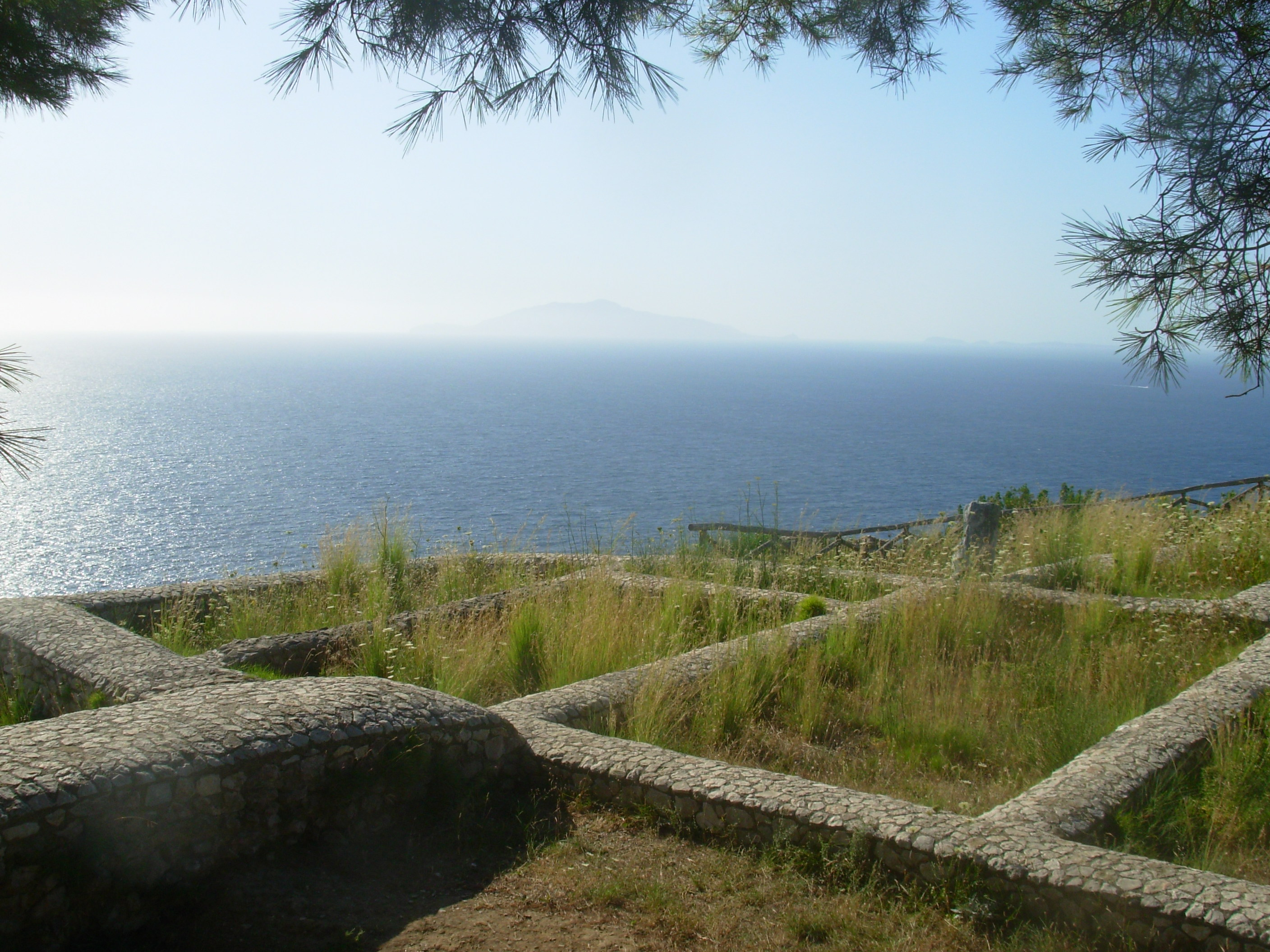
Ruinele Villei Damecuta
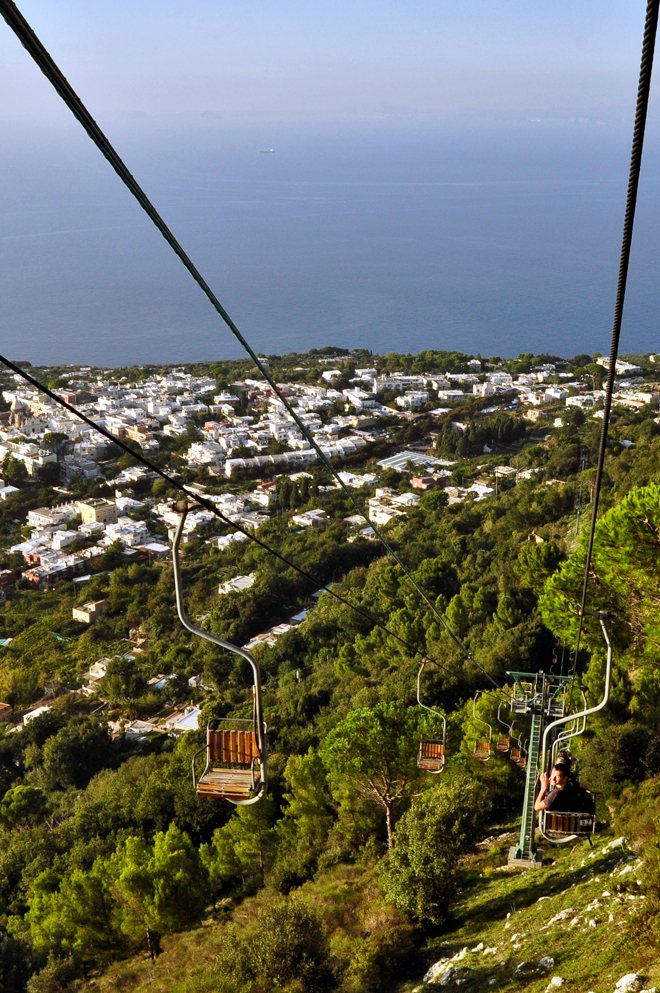
Telescaun către Monte Solaro
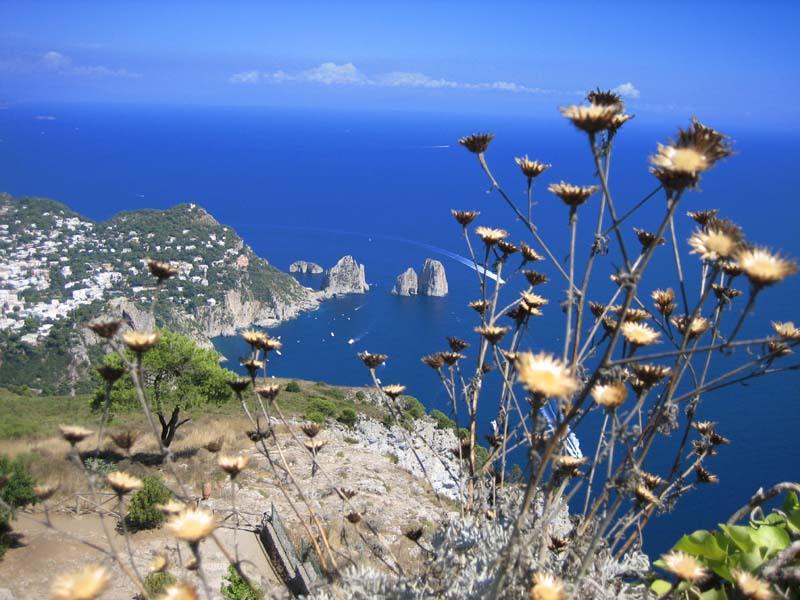
Privelişte din Monte Solaro către stâncile Faraglioni
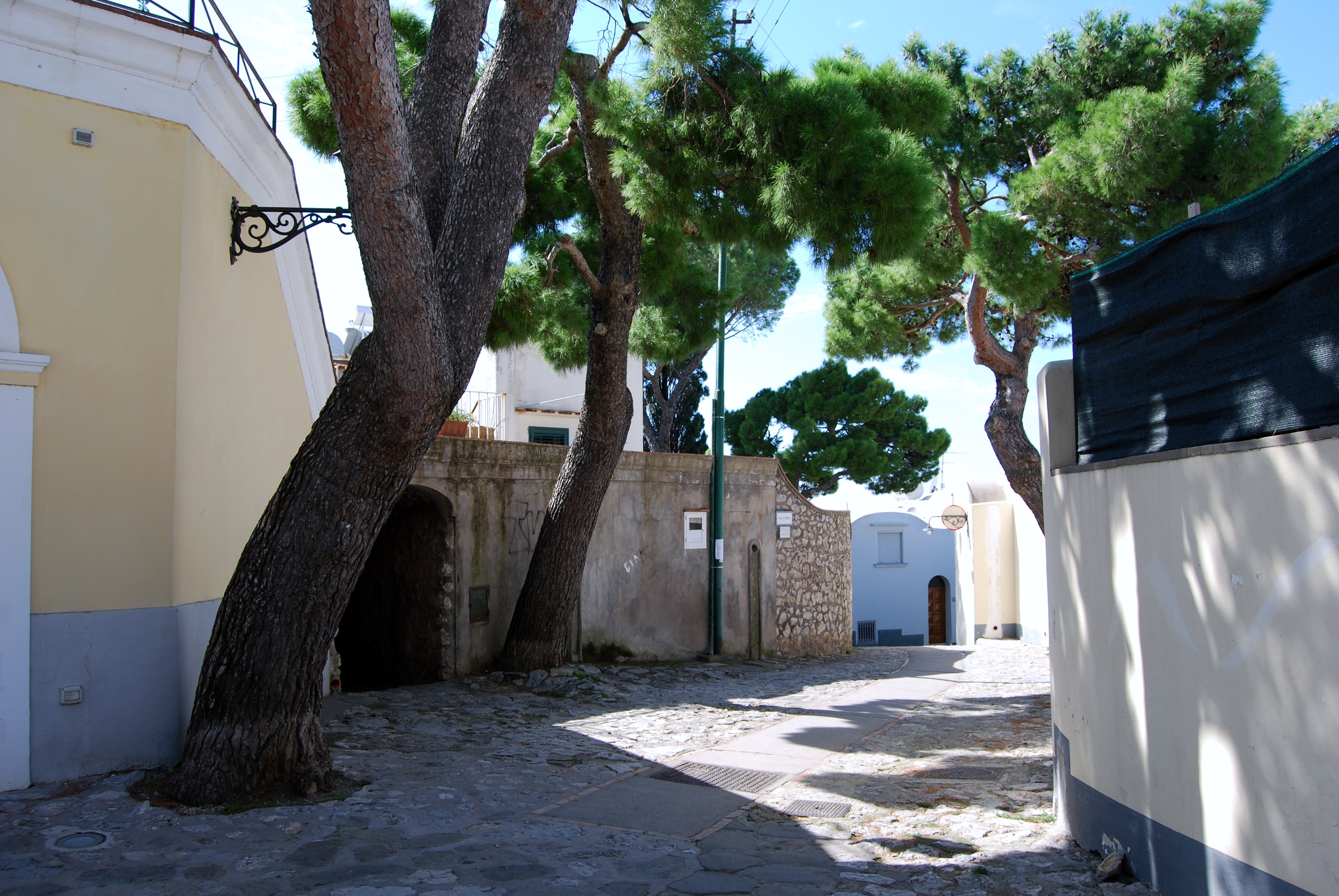
Stradă din Anacapri